# (1272) Gefion

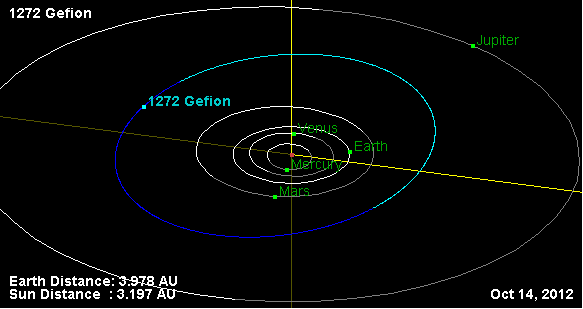

(1272) Gefion est un astéroïde de la ceinture principale. Il est le principal membre de la famille de Gefion. Il a été découvert par Karl Reinmuth à Heidelberg le 10 octobre 1931.
Il est nommé d'après  Gefjon, personnage de la mythologie nordique.